# Sagittaria natans
Sagittaria natans là một loài thực vật có hoa trong họ Alismataceae. Loài này được Pall. miêu tả khoa học đầu tiên năm 1776.